# Mustamäe
Mustamäe är ett distrikt i sydvästra delen av Estlands huvudstad Tallinn. Administrativt underindelas distriktet i stadsdelarna Kadaka, Mustamäe, Siili och Sääse.
Namnet betyder "svart kulle" på estniska, vilket avspeglas i distriktets vapensköld. Det är Tallinns till ytan minsta distrikt, men det näst största befolkningsmässigt. Huvuddelen av byggnaderna är höghus med fem till nio våningar, byggda på 1960- och 1970-talet. Från att under sovjettiden huvudsakligen ha varit en sovstad till Tallinn har distriktet efter Estlands självständighet även fått ett ökande antal industri- och teknikföretag. Här finns Tallinns tekniska universitets huvudcampus, samt huvudkontoret för energibolaget Eesti Energia och Skypes huvudkontor i Estland.
Mustamäe gränsar i nordväst till distriktet Haabersti, i nordost till Kristiine och i söder till Nõmme.